# Heteroconis spinosa
Heteroconis spinosa är en insektsart som beskrevs av Tim R. New 1990. Heteroconis spinosa ingår i släktet Heteroconis och familjen vaxsländor. Inga underarter finns listade i Catalogue of Life.